# Enea Piccinelli
Enea Piccinelli (Piancastagnaio, 9 ottobre 1927) è un politico italiano.

## Biografia
Dopo aver conseguito la laurea in giurisprudenza, iniziò ad esercitare la professione di avvocato. Interessandosi alle problematiche del territorio grossetano, contribuì alla riforma agraria e alla riconversione delle miniere del monte Amiata. Nel 1954 fu nominato membro del comitato provinciale della Democrazia Cristiana. Dopo essersi trasferito a Roma per motivi di lavoro, ritornò in Maremma come commissario provinciale del partito, venendo candidato da Amintore Fanfani come rappresentante del territorio in parlamento.
Deputato per cinque legislature con la Democrazia Cristiana dal 1963 al 1983, è stato Sottosegretario di Stato per il lavoro e la previdenza sociale nel Governo Andreotti V dal 28 marzo 1979 al 3 agosto 1979. È stato anche più volte consigliere comunale e provinciale.